# Pulau Tanahjampea
Pulau Tanahjampea (Nederlands: Djampea of Tanahdjampea) is een eiland in de Indonesische eilandengroep Kepulauan Selayar, ten zuiden van Sulawesi. Het bestaat bestuurlijk uit twee delen, de subdistricten Pasimasunggu en Pasimasunggu Timur, en is onderdeel is van de provincie Zuid-Sulawesi. Het eiland is meer dan 25 km lang en hoogstens 16 km breed en heeft een oppervlak van 163 km². 

## Fauna
Het eiland is een Important Bird Area (IBA). Er komen 141 vogelsoorten voor waarvan 15 soorten endemisch en 11 soorten hebben een vermelding als kwetsbaar of (ernstig) bedreigd op de Rode Lijst van de IUCN zoals de djampeamonarch en de kleine geelkuifkaketoe.